# Football Manager 2019
Football Manager 2019 ou FM19 est un jeu vidéo de gestion et de simulation de football développé par Sports Interactive et édité par Sega. Sa sortie est prévue le 2 novembre 2018 sur Microsoft Windows, MacOS. Et le 27 novembre 2018 sur Nintendo Switch.

## Développement
Le 6 août 2018, les développeurs de Sports Interactive ont publié un trailer pour la sortie du jeu. Par la suite, il a été annoncé que le jeu sortirait le 2 novembre 2018. Le jeu est sortie en version "Touch"  le 27 novembre 2018 sur Nintendo Switch version allégé par rapport a la version PC . Il existe aussi une version mobile disponible pour Android sur Google Play et sur iOS Apple Store.
Cette version ne fonctionne également sous Linux, pas même sous Steam, à l'inverse de la version 2018.